# Antoine Joseph Maurice d'André
Pour les articles homonymes, voir D'André.
Le baron Antoine Joseph Maurice d'André (1788-1860) est un général et sénateur français.

## Biographie

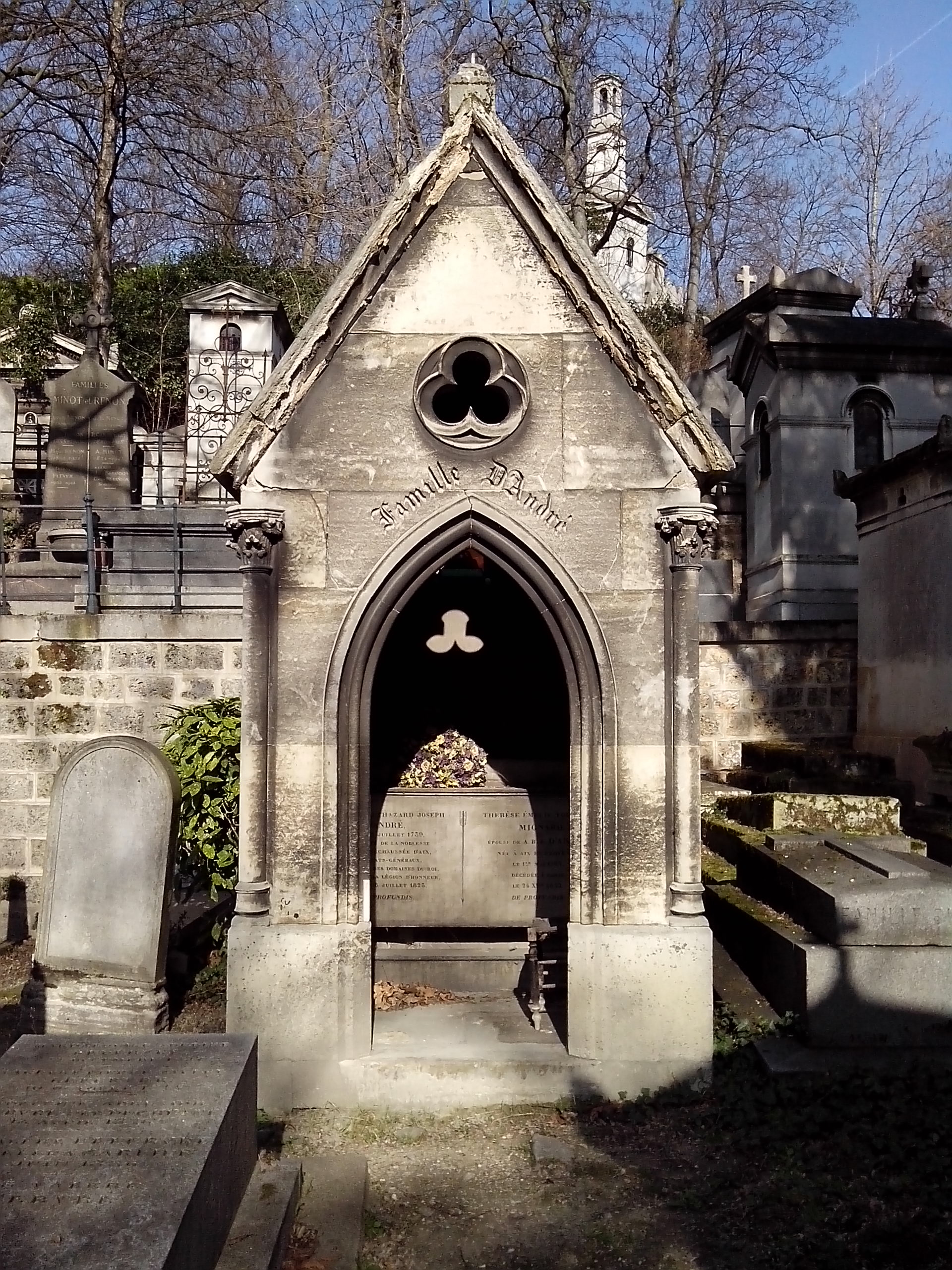
Tombe au cimetière du Père-Lachaise.

Il est le fils d'Antoine Balthazar Joachim d'André, ancien député de la noblesse de Provence aux États généraux.
Né à Aix-en-Provence (Bouches-du-Rhône), le 20 janvier 1788, il suit son père en émigration, et est élevé à l'école militaire de Vienne. Il entre dans la cavalerie autrichienne comme cadet en 1800. À partir du 1er août 1803, il devient cadet à l'école militaire de Vienne. Il sert à partir de 1805 au sein du régiment de chevau-légers du comte d'Oreilly de Ballinlough. Il combat en Autriche durant l'année 1806, ainsi qu'en Pologne en 1809. Il reçoit notamment trois coups de baïonnette durant la bataille de Jedlińsk. 
Le 15 février 1809, il intègre le régiment des chevau-légers du Kaiser avec grade de sous-lieutenant. Il obtient le grade de lieutenant le 17 avril 1810. 
Il est donc lieutenant dans le régiment des chevau-légers de l'Empereur d'Autriche lorsqu'en 1809 un décret de Napoléon Ier, daté de Schönbrunn, rappelle dans les armées françaises les officiers nés Français qui servaient à l'étranger. Obtempérant à cet ordre, le jeune d'André rentre en France. Il est rappelé au service de la France et est confirmé dans son grade de lieutenant par le Comte Otto de Mosloy, ambassadeur de France à Vienne, le 23 avril 1811. 
En juin 1812, il est nommé lieutenant au 28e Régiment de Chasseurs à cheval. Cette même année, il mène campagne en Russie. Un peu plus tard, en janvier 1813, il est promu, par décision ministérielle, lieutenant adjudant major. 
Il participe aux campagnes de la Grande Armée de 1813 et de 1814. Il intègre ainsi le XIIIème Corps d'Armée, sous la direction du maréchal Davout.  Ce corps va être la principale force présente lors du siège d'Hambourg. C'est durant cet évènement que d'André est élevé, par le maréchal lui-même, capitaine commandant de la 4e Compagnie, le 7 février 1814. Il devient capitaine adjudant major du 11e Régiment de Chasseurs, à la suite de l'incorporation du 28e Régiment de Chevau-légers (du fait de l'ordonnance du 12 mai-8 juin 1814 qui réorganise la cavalerie française, en supprimant, entre autres, les régiments de chasseurs à cheval numérotés de 16 à 31). 
Durant la Restauration, il devient capitaine aux grenadiers à pied royaux de France avec rang de chef de bataillon, le 5 novembre 1814. Fait chef d'escadron de gendarmerie le 23 janvier 1815, il suit Louis XVIII à Gand lors des Cent-Jours, et sert sous les ordres du duc de Berry, Charles Ferdinand, alors commandant en chef de l’Armée royale de Belgique. 
Par la suite, il sert comme grand prévôt de l'armée lors de l'expédition d'Espagne en 1823. Colonel de la gendarmerie d'élite lors de la Révolution de Juillet, il reste fidèle à Charles X jusqu'à la dernière extrémité. Promu maréchal de camp le 11 août 1830 et créé baron par lettres patentes du 7 décembre 1830, mais licencié avec ses hommes par le nouveau régime, il n'est rappelé à l'activité qu'en 1837. Il est ensuite successivement employé comme commandant militaire des départements du Jura puis des  Ardennes. Promu général de division le 14 avril 1844, il sert comme inspecteur de la gendarmerie puis comme chef de la 5e division militaire et gouverneur de Strasbourg.
Le Second Empire le nomme sénateur en 1852.
Le général d'André meurt le 7 janvier 1860 à Paris et est enterré au cimetière du Père-Lachaise (31e division).

## Décorations
- Grand officier de la Légion d'honneur
- Chevalier de l'ordre royal et militaire de Saint-Louis